# Benjamin Appel (Künstler)
Benjamin Appel (* 1978 in Augsburg) ist ein deutscher Maler und Bildhauer. Er lebt in Leipzig.

## Werdegang
Benjamin Appel wurde in Deutschland geboren und ist in Ecuador aufgewachsen. Von 2000 bis 2002 lebte er in Santiago de Chile. Von 2003 bis 2010 studierte er Malerei und Graphik an der Staatlichen Akademie der Bildenden Künste Karlsruhe, unter anderen  bei  Gerd van Dülmen,  Thomas Zipp und  Daniel Roth. 2009 hatte er seine erste Einzelausstellung in der Kunsthalle Mannheim. Es folgten verschiedene Ausstellungen im In- und Ausland, darunter in den USA, Chile, Ecuador, Schweiz, Frankreich und China.

## Werk
Benjamin Appel beschäftigt sich in seiner Malerei, Skulpturen, Videos und Textarbeiten mit dem Rechteck und dem daraus folgenden rechten Winkel. Appels Untersuchungen konzentrieren sich auf das Wechselverhältnis von Mensch und Raum. Ein wichtiges Thema ist das Verhältnis des Subjekts zur Realität und wie dieses durch das Rechteck beeinflusst wird. Die Konstruierbarkeit einer Realität im rechteckigen Raum, zeigt sich z. B.  in einem Landschaftsfoto, einer Wand, einem Teppich, einem Bett, einer Tür oder einer Betonplatte.

## Preise und Stipendien (Auswahl)
- 2018: Arbeitsstipendium Stiftung Kunstfonds, Bonn
- 2015: Preisträger Josef David Kunstpreis, Landau
- 2014: Kunststiftung Baden-Württemberg, Stuttgart
- 2013: Werkstattpreis der Kunststiftung Erich Hauser, Rottweil
- 2012: Kunstpreis Forumkunst, Karlsruhe
- 2010: Graduiertenstipendium des Landes Baden-Württemberg, Karlsruhe
- 2009: Hector Förderpreis, Kunsthalle Mannheim
- 2008: 17th Swabian Art Prize, Augsburg
- 2007: Stipendium Cusanuswerk, Bonn
- 2007: Kunstpreis der Stadt Augsburg
- 2006: Förderpreis Darmstädter Sezession, Darmstadt

## Einzelausstellungen (Auswahl)
- Blumenbeet im Keller, Galeria PIFO, Beijing 2017
- Den Keller mit Beton füllen, Galerie der Stadt Sindelfingen, 2017
- Die Wand auf den Boden legen, Galerie ASPN, Leipzig 2017
- Der Fisch im Fisch, Galerie ASPN, Leipzig 2015
- Den Fußboden im Garten vergraben, Galerie Weingrüll, Karlsruhe 2015
- Zwischen einem Kreis und einem Rechteck wohnt ein Tropf, mit Carolina Pérez Pallares, Schauraum, Multipleart, Zurich 2015
- Die Pfütze mit Wasser füllen, Kunstverein Nürtingen 2014
- Zu groß für mein Zimmer, Kunststiftung Baden-Württemberg, Rathaus Stuttgart 2014
- Si las paredes no son rectas, mit Carolina Pérez Pallares, Museum für Moderne Kunst, Quito 2014
- Wenn Weis keine Farbe ist, warum sind die Wände dann gerade? mit Carolina Pérez Pallares, Neue Galerie der K. Augsburg 2014
- Böden sind Treppen ohne Wände, Kunststiftung Erich Hauser, Rottweil 2013
- Unter dem Tisch spielen, Galerie ASPN, Leipzig 2013
- Keller und Küche, Art Basel Hong Kong, Galerie  Weingrüll, Hong Kong 2013
- Wände sind Treppen ohne Böden, Weingrüll, Karlsruhe 2013
- Auf einem Baum gefallen, H2 Zentrum für Gegenwartskunst, Augsburg 2012
- Das Zimmer des Eremiten, Galerie Weingrüll NADA, Miami 2010
- Der Keller mit Garten, Baustelle Schaustelle, Essen 2010
- Die Schwelle des Hauses, Studiokontrolle, Karlsruhe 2010
- Die Innenwände sind die Außenwände von Draußen, Weingrüll, Karlsruhe 2010
- Wie der Vogel in seinem Nest, Kunsthalle Mannheim, 2009

## Gruppenausstellungen (Auswahl)
- After abstraction - Concepts of image-making in contemporary Germany, Guangdong Museum of Art, Guangdong 2018
- Resonanzen, ZKM, Karlsruhe 2017
- Vier Positionen aus vier Orten, Kunstverein Nürtingen 2017
- Yesterday Tomorrow, Thermen am Viehmarkt, Trier 2017
- Decade: Abstract Art 10, Galerie PIFO, Peking 2017
- Rompeflasche, kuratiert von Benjamin Appel, Thomas Elsen und Carolina Pérez Pallares, Museum für Moderne Kunst, Quito 2017
- Poetique, PIFO Gallery, Peking 2017
- Über alle Maßen, Kunststiftung Erich Hauser, Rottweil 2017
- Rompeflasche, H2 Zentrum für Gegenwartskunst, Augsburg 2017
- A Visual Odyssey, Jing Gallery, Peking 2015
- Sammlung Neue Kunst 7, H2 Zentrum für Gegenwartskunst, Augsburg 2015
- Platzlegen, Kunstraum L6, Freiburg 2015
- Kunst im öffentlichen Raum, Josef David Stiftung, Landau 2015
- Multipleart, Kunsthaus Zofingen, CH 2014
- Cognitive Dissonance, Galerie Weingrüll, Karlsruhe 2014
- Uninhabitable Objects, Bündner Kunstmuseum, Chur 2013
- Junger Westen, Kunsthalle Recklinghausen, 2013
- Being Specific, Kunsthaus Baselland, CH 2013
- The Karlsruhe Connection and other Stories, Kunst Raum Riehen, CH 2013
- Territoriale und erzählerische Expeditionen, Kunstraum L6, Freiburg 2013
- Pretty Vacant, Villa Renata Basel, CH 2013
- Un hombre habla en el bosque, MAC, Museum für Moderne Kunst, Santiago de Chile 2012
- Richtig schön aber falsch ist auch schön, Atelierfrankfurt, Frankfurt 2012
- Von den Rändern her, Kunsthalle Palazzo Liestal, CH 2012
- Sammlung neue Kunst VI, H2 Zentrum für Gegenwartskunst im Glaspalast, Augsburg 2012
- Optimismo Radical II, Josée Bienvenu Gallery New York, USA 2012
- unit/room, ASPN Spinnerei, Leipzig 2011
- Im Fokus Raum, Villa Merkel, Esslingen 2011
- Junger Westen, Kunsthalle Recklinghausen, 2011
- Der unaufhaltsame Aufstieg von Draufgängern und Flaschen, Städtische Galerie Karlsruhe, 2010
- Retrospektiv und aktuell, H2 Zentrum für Gegenwartskunst im Glaspalast, Augsburg 2010
- Top09, Villa Merkel, Esslingen 2009
- Silent Spaces – Räume der Stille, H2 Museum für Gegenwartskunst, Augsburg 2009
- Ostrale 09, Ostrale, Dresden 2009
- Klasse 07, Galerie Supper, Baden-Baden 2008
- Klasse 06, Galerie Supper, Baden-Baden 2007
- Serendipity 26 views, Flottmann-Hallen, Herne 2006
- Tendenzen, Darmstädter Sezession, Darmstadt 2005